# 김창희 (역도 선수)
김창희(金昌熙, 1921년 2월 14일 ~ 1990년 1월 18일)는 대한민국의 역도 선수이다.

## 약력
일제강점기 경성부에서 출생하여 고려대학교를 졸업하였다. 1948년 런던 올림픽에서 총 330kg을 들어올려 역도 라이트급 6위를 하고, 1954년 아시안 게임에서 357kg을 들어 미들급 금메달을 획득하였다.
1956년 멜버른 올림픽에서 총 370kg을 들어 라이트급 동메달을 획득하고,
현역 은퇴 후 제3회 아시안 게임에 국가 대표 코치로 참가하였다.
1961년부터 1967년까지 국가 대표팀 감독을 맡고, 1965년 역도 연맹 부회장을 역임하였다.